# Egyszer volt… a felfedezők
Az Egyszer volt… a felfedezők (eredeti cím: Il était une fois… les explorateurs) francia televíziós rajzfilmsorozat, az Egyszer volt... sorozatok része. Franciaországban 1996. december 10-étől a Canal+ tűzte műsorra, 1997. október 7-étől az FR3 adta le. Magyarországon először a Minimax vetítette, utána a Da Vinci Learning sugározta új szinkronnal, aztán 2014-től az M2 kezdte ismételni, az eredeti magyar szinkronnal.

## Ismertető
A sorozat részletesen bemutatja a világ nagy felfedezőinek történetét 26 részben.

## Epizódok
| Cím | Magyar cím                                         | Magyar cím                                         | Francia cím                                         |
| Adó | Minimax / M2                                       | Da Vinci Learning                                  | Canal+ / FR3                                        |
| --- | -------------------------------------------------- | -------------------------------------------------- | --------------------------------------------------- |
| 1.  | Az első hajósok                                    | Az első hajósok                                    | Les Premiers Navigateurs                            |
| 2.  | Nagy Sándor                                        | Nagy Sándor                                        | Alexandre le Grand                                  |
| 3.  | Vörös Erik és Amerika felfedezése                  | Vörös Erik és Amerika felfedezése                  | Erik le Rouge et la Découverte de l’Amérique        |
| 4.  | Dzsingisz Kán                                      | Dzsingisz Kán                                      | Gengis Khan                                         |
| 5.  | Ibn Battuta, Marco Polo nyomában                   | Ibn Battuta, Marco Polo nyomában                   | Ibn Battûta (sur les traces de Marco Polo)          |
| 6.  | A nagy dzsunkák                                    | A nagy dzsunkák                                    | Les grandes jonques                                 |
| 7.  | Vasco da Gama                                      | Vasco da Gama                                      | Vasco de Gama                                       |
| 8.  | Az első postaszolgálat                             | Az első postaszolgálat                             | Les Taxis et la première poste                      |
| 9.  | A Pinzón testvérek, avagy Colombus ismeretlen arca | A Pinzón testvérek, avagy Colombus ismeretlen arca | Les Pinzón (ou la face cachée de Christophe Colomb) |
| 10. | Amerigo Vespucci és az Újvilág                     | Amerigo Vespucci és az Újvilág                     | Amerigo Vespucci et le Nouveau Monde                |
| 11. | Magellán és Elcano, a Föld körülhajózása           | Magellán és Elcano, a Föld körülhajózása           | Magellan le premier tour du monde                   |
| 12. | Cabeza de Vaca                                     | Cabeza de Vaca                                     | Cabeza de Vaca                                      |
| 13. | Vitus Bering                                       | Vitus Bering                                       | Béring                                              |
| 14. | Bougainville és a Csendes-óceán                    | Bougainville és a Csendes-óceán                    | Bougainville et le Pacifique                        |
| 15. | James Bruce és a Nílus forrása                     | Bruce és a Nílus forrása                           | Bruce et les sources du Nil                         |
| 16. | La Condamine                                       | La Condamine                                       | La Condamine                                        |
| 17. | James Cook                                         | James Cook                                         | James Cook                                          |
| 18. | Alexander von Humboldt                             | Alexander von Humboldt                             | Humboldt                                            |
| 19. | Lewis és Clark                                     | Lewis és Clark                                     | Lewis et Clark                                      |
| 20. | Stuart és Burke Ausztráliában                      | Stuart és Burke Ausztráliában                      | Stuart, Burke et l’Australie                        |
| 21. | Stanley és Livingstone                             | Stanley és Livingstone                             | Stanley et Livingstone                              |
| 22. | Amundsen és Scott, a Déli sark felfedezése         | Amundsen és Scott, a Déli sark felfedezése         | Roald Amundsen et le Pôle Sud                       |
| 23. | Alexandra David-Néel és Tibet                      | Alexandra David-Néel és Tibet                      | Alexandra David-Néel et le Tibet                    |
| 24. | Piccard, magasságok és mélységek                   | Piccard, magasságok és mélységek                   | Piccard : Des sommets aux Abysses                   |
| 25. | Hegycsúcsok                                        | Hegycsúcsok                                        | Vers les cimes                                      |
| 26. | A csillagok felé                                   | A csillagok felé                                   | Vers les étoiles                                    |

## Szereplők
| Szereplő                                   | Szereplő    | Magyar hang          | Magyar hang       | Francia hang    | Leírás                                                           |
| Magyar név                                 | Francia név | Minimax / M2         | Da Vinci Learning | Canal+ / FR3    | Leírás                                                           |
| ------------------------------------------ | ----------- | -------------------- | ----------------- | --------------- | ---------------------------------------------------------------- |
| Mester (1. szo.) Maestro (2. szo.)         | Maestro     | Gruber Hugó          | Versényi László   | Roger Carel     | Az ősz hajú, ősz szakállas férfi, aki a gyerekek tanító mestere. |
| ? (1. szo.) ? (2. szo.) Pierro (3. szo.)   | Pierrot     | Holl Nándor          | Előd Botond       | Olivier Destrez | A barna hajú fiú.                                                |
| Kis dagi (1. szo.) ? (2. szo.) ? (3. szo.) | ?           | Vizy György          | ?                 | ?               | A vörös hajú fiú.                                                |
| ? (1. szo.) ? (2. szo.) Psi (3. szo.)      | Psi         | Oláh Orsolya         | Laudon Andrea     | ?               | A fekete hajú lány.                                              |
| ? (1. szo.) ? (2. szo.) Pierett (3. szo.)  | Pierrette   | Németh Kriszta       | ?                 | Hélène Levesque | A szőke hajú lány.                                               |
| Grummo                                     | ?           | Csík Csaba Krisztián | Szokol Péter      | Patrick Préjean | A vörös hajú, nagy orrú rossz fiú.                               |
| Tenyő                                      | ?           | Albert Péter         | Szűcs Sándor      | Daniel Beretta  | A barna hajú, nagy orrú rossz fiú.                               |